# ابدیت و یک روز
ابدیت و یک روز (به انگلیسی: Eternity and a Day) (به یونانی: Μια αιωνιότητα και μια μέρα, Mia aioniótita kai mia méra)، فیلمی یونانی در ژانر درام به کارگردانی تئو آنجلوپولوس، محصول سال ۱۹۹۷ میلادی است.

## داستان
پیرمردی به نام الکساندر که در روزهای آخر عمر خود در تنهایی به سر می‌برد، با خدمتکارش خداحافظی می‌کند و بعد از جمع کردن وسایلش، آمادۀ بیرون رفتن می‌شود. او هیچ تماسی با بیرون ندارد و تنها دلخوشی‌اش این است که صدای موسیقی‌ای را هر روز صبح زیاد کند تا همسایه روبرویی‌اش آن صدا را با موسیقی مشابهی پاسخ دهد. او به همراه سگش که بسیار برایش عزیز است، از خانه بیرون می‌رود و به سمت ماشینش قدم برمی‌دارد و در راه به همسرش آنا می‌اندیشد.
الکساندر و سگش سوار ماشین می‌شوند و در همان چهارراه اول، بچه‌های کار را می‌بیند که در حال پاک کردن شیشه ماشین‌ها هستند. در همان حال مأموران شهرداری سر می‌رسند که بچه‌ها را دستگیر کنند. او یکی بچه‌ها را سوار می‌کند و نمی‌گذارد که گیر مأموران بیفتد. او را چند کوچه جلوتر پیاده می‌کند ولی قصد دارد به وی کمک کند که بچه قبول نمی‌کند.
پس از آن، پیرمرد به خانۀ دخترش می‌رود و نامه‌های عاشقانه همسرش را به دخترش می‌دهد. دختر هم خوشحال می‌شود و اندکی از نامه‌های سال ۱۹۶۶ را می‌خواند که مربوط به روز تولد خود اوست. در اینجا الکساندر، روزی که همسرش را از بیمارستان به خانه برده را یادآور می‌شود و اینکه همه اعضای فامیل برای دیدن دختر تازه متولد شده‌اش به خانه آنها آمده‌اند. دوباره به زمان حال می‌رویم و دختر الکساندر خبر می‌دهد که او و شوهرش می‌خواهند خانۀ پدری الکساندر که کنار ساحل است را بفروشند. الکساندر ناراحت از خانه آنها بیرون می‌رود.
بعد از دور شدن از خانۀ دخترش، کمی جلوتر کنار خیابان می‌ایستد و دوباره همان کودک‌کار را در آن سوی خیابان می‌بیند. این بار شخصی، کودک را به فروشندگان بچه تحویل می‌دهد. الکساندر آنها را دنبال می‌کند و به خرابه‌ای می‌رود که مخصوص حراجی کودکان است. او به آن محل وارد می‌شود و خود را خریدار بچه جلوه می‌دهد. در همان حال، تعدادی از کودکان فرار می‌کند و حراجی بهم می‌ریزد. مرد می‌خواهد با کودک بگریزد ولی فروشندگان بچه، جلویش را می‌گیرند و هرچه پول دارد برای خرید کودک می‌دهد.
آنها از محل حراجی دور می‌شوند و کودک می‌گوید که آلبانیایی است، اگرچه اصالت یونانی دارد. بعد از مدت کمی کنار دکۀ خوراکی فروشی می‌ایستند تا الکساندر برای کودک غذا بخرد که در همان‌جا با یک اتوبوس مواجه می‌شوند که سمت آلبانی حرکت می‌کند. پیرمرد بچه را سوار اتوبوس می‌کند که به آلبانی بازگردد ولی کودک از اتوبوس پیاده شده و نزد پیر مرد باز می‌گردد.
آن‌ها با هم به کافه‌ای می‌روند تا مرد خودش راه آلبانی را بپرسد و کودک را با خود ببرد ولی چند پلیس مرزی به کافه می‌آیند و کودک وحشت زده به خیابان می‌رود، پیرمرد او را در طرف دیگر خیابان می‌یابد و باهم به سمت مرز کوهستانی حرکت می‌کنند.
در نزدیکی مرز که در بالای کوه است، کودک داستانش را تعریف می‌کند و می‌گوید که جز مادربزرگش، در آلبانی کسی را ندارد. او هم‌چنین می‌گوید که با گروهی از بچه‌ها به این سوی مرز آمده و در راه، چندین نفر از جمله دوست صمیمی‌اش که مسلمان هم بود، کشته شده‌اند. آنها با هم به سمت مرز می‌روند ولی مرد از اینکه دوباره چنین اتفاقاتی بیفتد و اینکه چه بلایی در آلبانی به سر کودک خواهد آمد، به نوعی از مرز فرار می‌کند.
آنها از مرز دور می‌شوند و باز در کنار دکه اغذیه فروشی می‌ایستند و کودک ساندویچ می‌خورد و به مرد می‌گوید که شعر دوست دارد و می‌داند شاعرها چه می‌کنند. الکساندر برای کودک، داستان شاعری یونانی به نام دیونیسیس سولوموس را تعریف می‌کند. وی می‌گوید که سولوموس، شاعر بزرگی بوده و در دورانی زندگی می‌کرده که یونان به دست حکومت عثمانی می‌افتد. او که در ایتالیا زندگی می‌کرده، به یونان می‌آید تا شعری برای آزادی یونانیان بنویسد اما او زبان یونانی را به خوبی نمی‌دانسته و به جای جای یونان می‌رود و به مردم بابت آموزش کلمات جدید پول می‌داده‌است. از این رو شاعر کسی است که کلمات را می‌خرد اما هرگز نتوانست شعرش را کامل کند.
پیرمرد و کودک به محلی می‌روند که عروسی پسر خدمتکارش است. کودک در ماشین خوابیده است ولی پیرمرد سگش را در مراسم عروسی به خدمتکار می‌سپارد. پیرمرد و کودک کنار ساحل می‌روند و کودک برای او چند کلمه می‌آورد. در همان حال پیرمرد باز هم یاد گذشته می‌افتد و روز تولد دخترش را به خاطر می‌آورد. همه باهم روی یک قایق هستند و فامیل در حال رقص و آواز هستند. الکساندر کنار مادرش می‌رود و او را نوازش می‌کند. مادرش می‌گوید که خواب شوهرش را دیده و از این که الکساندر رابطۀ خوبی با پدرش نداشته و در هنگام مرگ هم پیش او نبوده، متأسف بوده‌است. الکساندر به او می‌گوید که موقع مرگ پدر، در پاریس، مشغول چاپ اولین کتابش بوده‌است. او روی قایق کنار همسرش می‌نشیند و از او می‌خواهد که همیشه کنارش بماند. از قایق که پیاده می‌شوند، همه می‌خواهند شنا کنند ولی الکساندر تنها به بالای صخره می‌رود.
دوباره به حال بازمی‌گردیم. کنار دریا الکساندر دکترش را می‌بیند و دکتر می‌گوید که نسل ما با شعرها و کتاب‌های شما بزرگ شده است و بیننده متوجه می‌شود که الکساندر خودش شاعر و نویسنده است. الکساندر به یک ساختمان نیمه کاره که محل زندگی و پناهگاه کودکان کار است می‌رود و با کودک راهی پزشکی قانونی می‌شود. در آنجا با این که ورود ممنوع است کودک جنازه دوست خود که تازه مرده است را می‌بیند و لباس‌ها و وسایلش را از سردخانه می‌دزدد. او آنها را در پناهگاه بچه‌های کار و در حضور بقیه بچه‌ها و پیرمرد می‌سوزاند.
در همان حال الکساندر که در حال خودش نیست از ساختمان نیمه کاره آنها بیرون می‌رود به بیمارستانی در آن نزدیکی می‌رود. او به نوعی خاطره مرگ مادرش را یادآور می‌شود که در آن جا بستری بود و او را می‌بوسد و می‌گوید که حالش خوب می‌شود و از او اجازه سفر برای چاپ کتاب جدیدش را می‌گیرد؛ اما وقتی که الکساندر در سفر بود مادرش می‌میرد و او در هنگام مرگ مادرش نیز کنارش نبوده است. در همان حین خاطره روز تولد دخترش را نیز یادآور می‌شود و به یاد می‌آورد که از صخره پایین آمده بود و می‌خواستند کنار دریا غذا بخورند که توفان شد و باران شدیدی نیز درگرفت. الکساندر همه را پشت صخره‌ها فرستاد ولی زنش را که نیامده بود از دریا بیرون آورد و زیر باران یکدیگر را بوسیدند.
دوباره به حال بازمی‌گردیم و الکساندر را در خیابان جلوی بیمارستان می‌بینیم و باران نیز می‌بارد. کودک نیز سر می‌رسد و با هم سوار اتوبوس می‌شوند. در اتوبوس گوشه ای می‌نشینند و بیرون را تماشا می‌کنند تا اینکه اتوبوس در اولین ایستگاه می‌ایستد و بیشتر مسافران پیاده می‌شوند؛ در همان ایستگاه یک مرد با پرچمی قرمز سوار می‌شود که نشان از تظاهراتی در آن محل داشت. بعد از آن یک دختر و پسر دانشجو سوار می‌شوند و مشاجراتی را انجام می‌دهند. پسر می‌گوید که دختر دوست دارد ولی نمی‌خواهد که او با نویسندگی خودنمایی کند و مثل آدمهای معروف شود؛ اما دختر گلی را که از پسر گرفته بود کف اتوبوس می اندازذ و می‌رود. پسر نیز به دنبال او از اتوبوس خارج می‌شود. گل را مردی که در نزدیکی آنها نشسته بود برمی‌دارد و اتوبوس بیرون می‌رود. در ایستگاه بعد سه نفر از دانشجوهای موسیقی وارد اتوبوس می‌شوند و ساز می‌زنند. آنها که خارج می‌شوند الکساندر و کودک سولوموس شاعر را می‌بینند که وارد اتوبوس شده و برایشان شعری می‌خواند. در لحظه خروجش از اتوبوس پیرمرد از شاعر قدیمی می‌پرسد که فردا چقدر طول می‌کشد؟ ولی جوابی دریافت نمی‌کند. آن دو نفر نیز بعد از بازگشت اتوبوس به همان جایی مه سوارش شدند از آن پیاده می‌شوند.
بعد از آن پیرمرد کودک را به اسکله می‌رساند و از یونان خارج می‌کند. پس از این پیرمرد در چهارراهی توقف می‌کند و هر بار که چراغ راهنمایی رانندگی تغییر رنگ می‌دهد باز هم او همان‌جا می‌ماند و تمام شب را تا سپیده صبح در وسط خیابان است. صبح حرکت می‌کند و به خانه پدری اش قدم می‌گذارد و باز به گذشته می‌رویم و روز تولد دختر الکساندر را می‌بینیم. توفان تمام شده و با وجود اینکه او به رقص علاقه‌ای ندارد با همسرش می‌رقصد و در آخر او به آنا می‌گوید که روزی از تو پرسیدم: چه مدت طول می‌کشد تا فردا شود؟ تو به من گفتی: ابدیت و یک روز.

## بازیگران
برونو گانتس در نقش الکساندر
ایزابل رنو در نقش آنا
فابریتزیو بنتیوولیو در نقش دیونیسیس رولوموس

## موسیقی
تم این موسیقی ساختۀ آهنگساز بزرگ یونانی، النی کارایندرو است.
این تم بسیار شناخته شده و مشهور است.

## جوایز
این فیلم در سال ۱۹۹۸ میلادی در جشنواره فیلم کن فرانسه موفق به دریافت نخل طلای بهترین فیلم از این جشنواره گردید. این فیلم هم‌چنین برندۀ جایزۀ ویژه هیئت داوران همین جشنواره شد.